# Yaxhá
Yaxhá es uno de los pocos sitios arqueológicos que aún conserva su nombre original (significa «agua azul verdosa»), es un sitio arqueológico y una antigua ciudad y centro ceremonial de la civilización maya situado en el norte de Guatemala en el Petén, entre los municipios de Flores y Melchor de Mencos. Posee conjuntos monumentales con templos piramidales, acrópolis, complejos de pirámides gemelas, complejos conmemorativos, juegos de pelota, palacios y conjuntos residenciales.Yaxhá fue la tercera ciudad más grande de la región y experimentó su máximo poder durante el período Clásico Temprano (c. 250-600 d. C.). Los arqueólogos han descrito a Yaxhá como una serie de nivelaciones artificiales que encuentran su punto más elevado en el extremo este y conforman uno de los mejores ejemplos de urbanismo maya, caracterizado por más de 500 edificios en conjuntos de diversa jerarquía que se conecta por medio de cinco calzadas y distintas vías pavimentadas. Así, se considera que Yaxhá fue una ciudad importante a nivel político. En su territorio se hallan al menos 60 monumentos. Según la epigrafía, muchas de estas piezas fungieron como un elemento para demostrar el poder dinástico y autónomo. 
El nombre maya de la ciudad se aprecia en su jeroglífico emblema (que representa la cabeza de un loro) y se lee como Yax (verde-azul), ha (agua). El conjunto urbano fue ocupado durante 16 siglos (600 a. C. – 900). Yaxhá es un sitio Maya del Clásico, se encuentra entre las lagunas de Sacnab y Yaxhá, en el lado opuesto de esta última se encuentra Topoxté, el mayor sitio posclásico del Petén, Guatemala.
El Parque nacional Yaxhá-Nakum-Naranjo se considera como el 'secreto mejor guardado del Mundo Maya', comprende un área total de 37,160 ha y forma parte de la Reserva de la Biosfera Maya. Limita al oeste con el Parque nacional Tikal, al norte con el Corredor Biológico Tikal-Mirador-río Azul, y al este y sur con la Zona de Usos Múltiples.
Sobresalen los conjuntos que corresponden al Palacio Real, donde vivió el gobernante y su familia, la Acrópolis Norte, el Complejo Astronómico, dos patios para juego de pelota, la acrópolis este, la Plaza de las Sombras y el complejo de pirámides gemelas, todos ellos integrados a un sistema de calzadas y vías pavimentadas.
El sitio tiene más de quinientas estructuras, incluyendo cuarenta estelas, trece altares, nueve pirámides, dos campos de juego de pelota y una red de sacbeob (calzadas), que conectan las Acrópolis Central, Norte (Maler) y Este. En la Plaza C, se encuentra el único complejo de Pirámides Gemelas, fuera de su aliada Tikal, el cual conmemora un Katún, o período de veinte años. La Calzada del Lago de 80 m de largo y considerada la entrada oficial de La Ciudad en la antigüedad, lo conecta al Lago Yaxhá.
En la periferia vivieron artesanos, así como agricultores, y personas de servicios.
En el parque se conservan importantes recursos de agua (lagunas, arroyos y aguadas), algunas de ellas construidas por los Mayas. Existe una gran diversidad de aves, mamíferos, reptiles e insectos, y una exuberante flora muy variada.
Los Mayas observaron el paso del sol, desde el amanecer hasta el ocaso, así como su ubicación en el cenit. Los arreglos de plaza que se configuran en los Complejos Astronómicos Mayor y Menor de Yaxhá (Plazas F y C), refieren la forma en que se valieron de la arquitectura para marcar las posiciones del sol, en especial durante los solsticios y equinoccios. El control del tiempo fue esencial para el diseño de los calendarios agrícola y ceremonial.
Yaxhá produjo objetos cerámicos para usos ceremoniales y domésticos, con formas y estilos variados. En el período Clásico destacó la producción de platos, vasos y cuencos con diseños polícromos que representan escenas míticas o históricas. Existen vasijas con glifos que relatan el uso ritual que tuvieron y el nombre del artesano que las produjo.

## Historia Antigua
Se estima que los primeros habitantes de la antigua ciudad maya llegaron desde el año 700 a. C. aproximadamente. Además, el lugar era una importante fuente de agua y dio la oportunidad a la población de desarrollarse.
El sitio fue habitado por aproximadamente 1,600 años. Durante su ocupación, los pobladores construyeron grandes edificios que fueron esenciales para la civilización maya. Pero se calcula que el lugar fue abandonado en la segunda parte del siglo X d. C.

## Descubrimiento
Yaxhá fue descubierta por Teobert Maler en 1904, quien en ese entonces hacía un estudio de la zonas bajas de la región. Gracias a su descubrimiento, fue el primero en realizar un mapa parcial del sitio.
Fue durante los primeros años del siglo XX que los estudios comenzaron a llevarse en el lugar. Las investigaciones se enfocaron en la arquitectura y escultura maya. Posteriormente, excavaciones fueron llevadas a cabo para revelar las enormes pirámides.
En 1989 el Ministerio de Cultura y Deportes de Guatemala, junto con el apoyo del gobierno de Alemania, realizó el Proyecto Triángulo Yaxhá-Nakum-Naranjo/PROSIAPETÉN. Este estaba orientado en la investigación y restauración de estructuras en los sitios de Yaxhá, Nakum, Naranjo y Topoxté.
El área protegida actualmente mide 37,160 hectáreas. De hecho, dentro de dicho patrimonio natural se han documentado más de 260 sitios y grupos menores. Este Sitio fue el escenario de la Serie "Survivor Guatemala", de la cadena de televisión Norteamericana CBS, en el 2005.

## Ecología
El parque es un refugio que permite apreciar una combinación equilibrada de biodiversidad y patrimonio cultural prehispánico. Debido a la presencia de impresionantes lagunas y humedales que forman parte de las principales rutas de aves migratorias, el parque ha sido reconocido como humedal de importancia mundial (RAMSAR). Las lagunas de Yaxhá y Sacnab pueden observarse desde la cima de varios monumentos arqueológicos, dándole al área una singular belleza paisajística.

- Yaxhá significa Agua Verde. El nombre proviene de jeroglíficos en la ciudad.
- Actualmente, se aprecia una hermosa vista desde dicho parque arqueológico. De hecho, desde el templo mayor se puede observar la Laguna de Yaxhá y la ciudad de Topoxté.
- La película Monsters (película de 2010) dirigida por Gareth Edwards filmó brevemente en una de las pirámides de yacimiento.

## Galería de imágenes

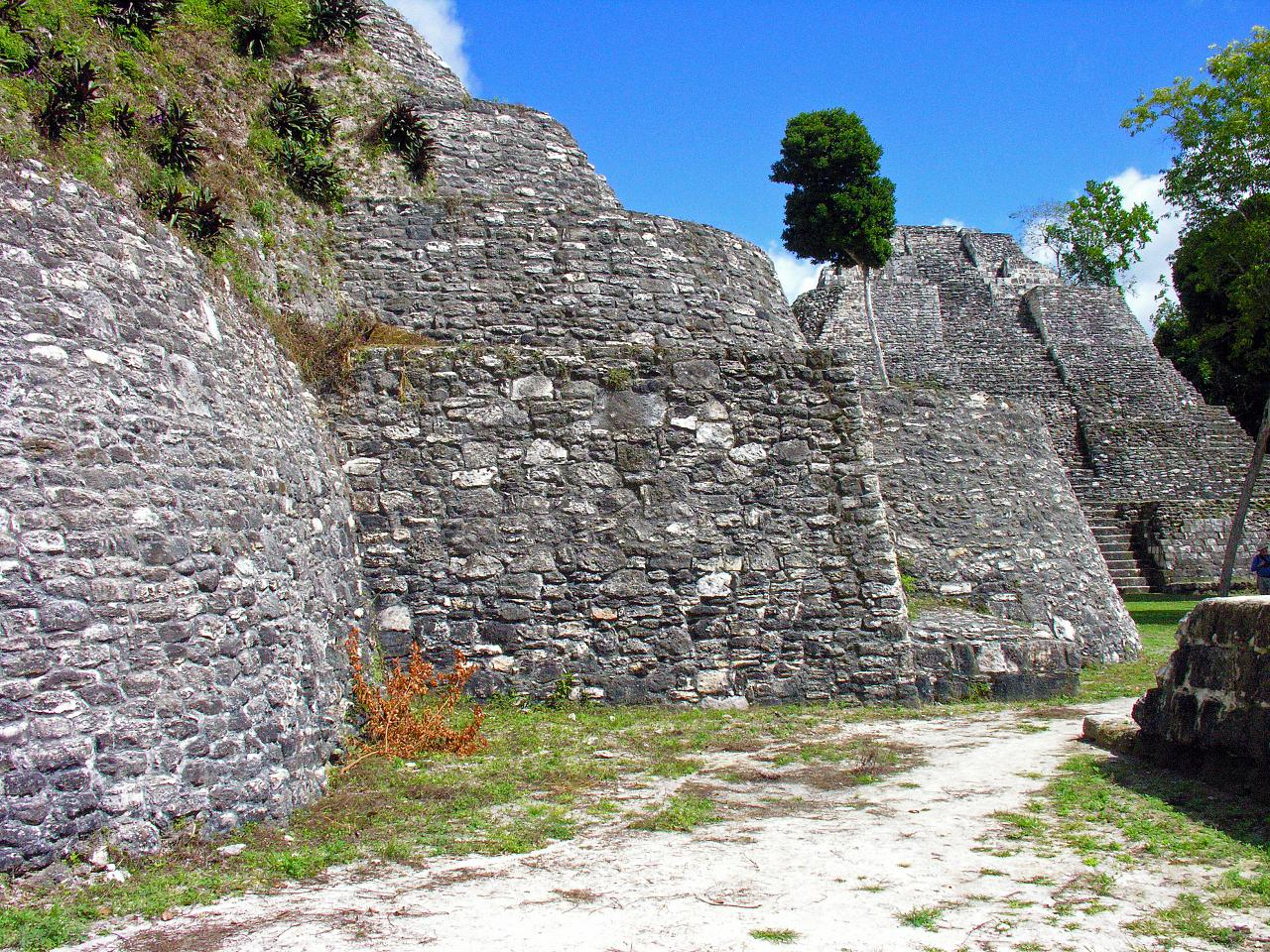
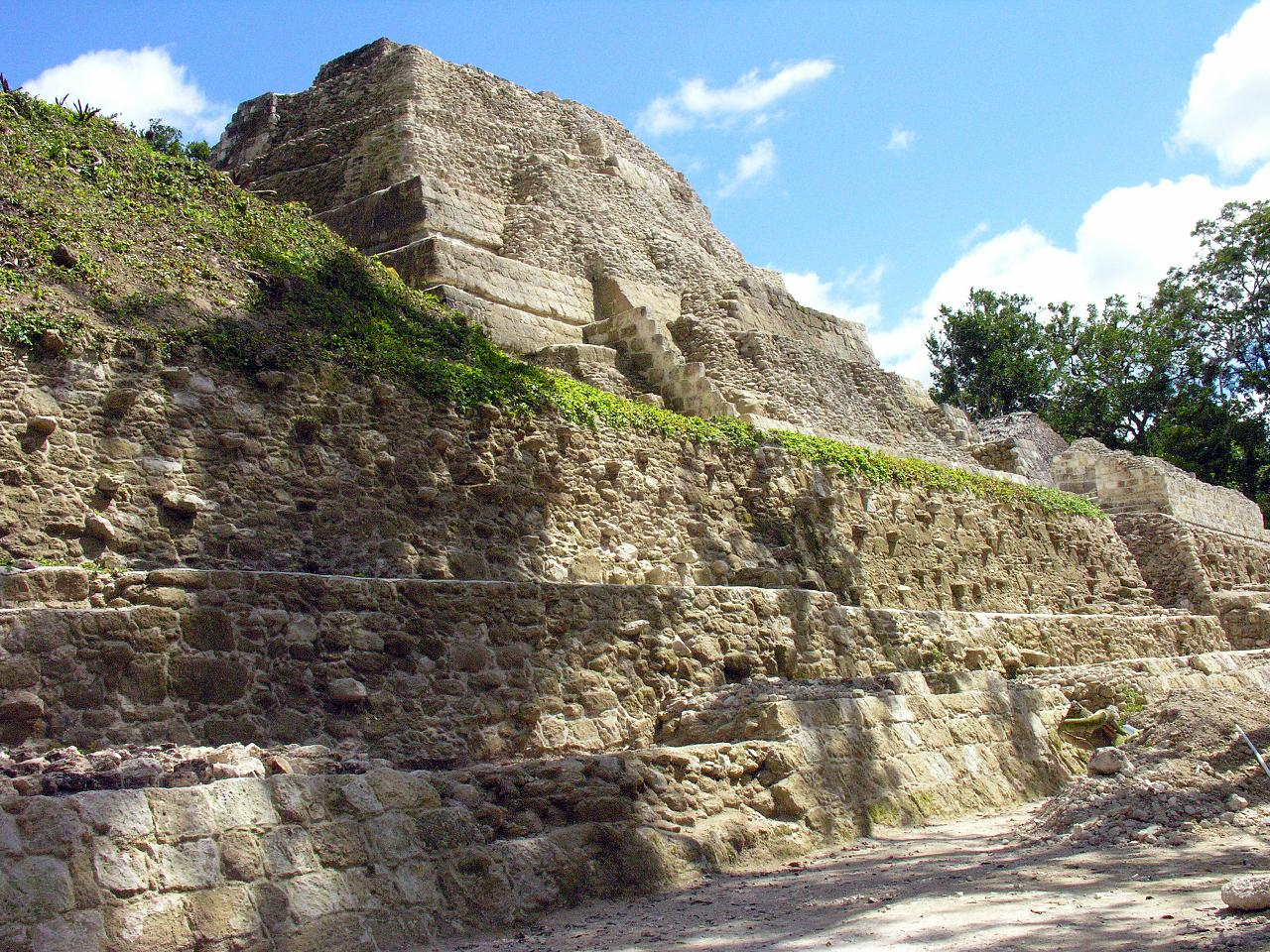
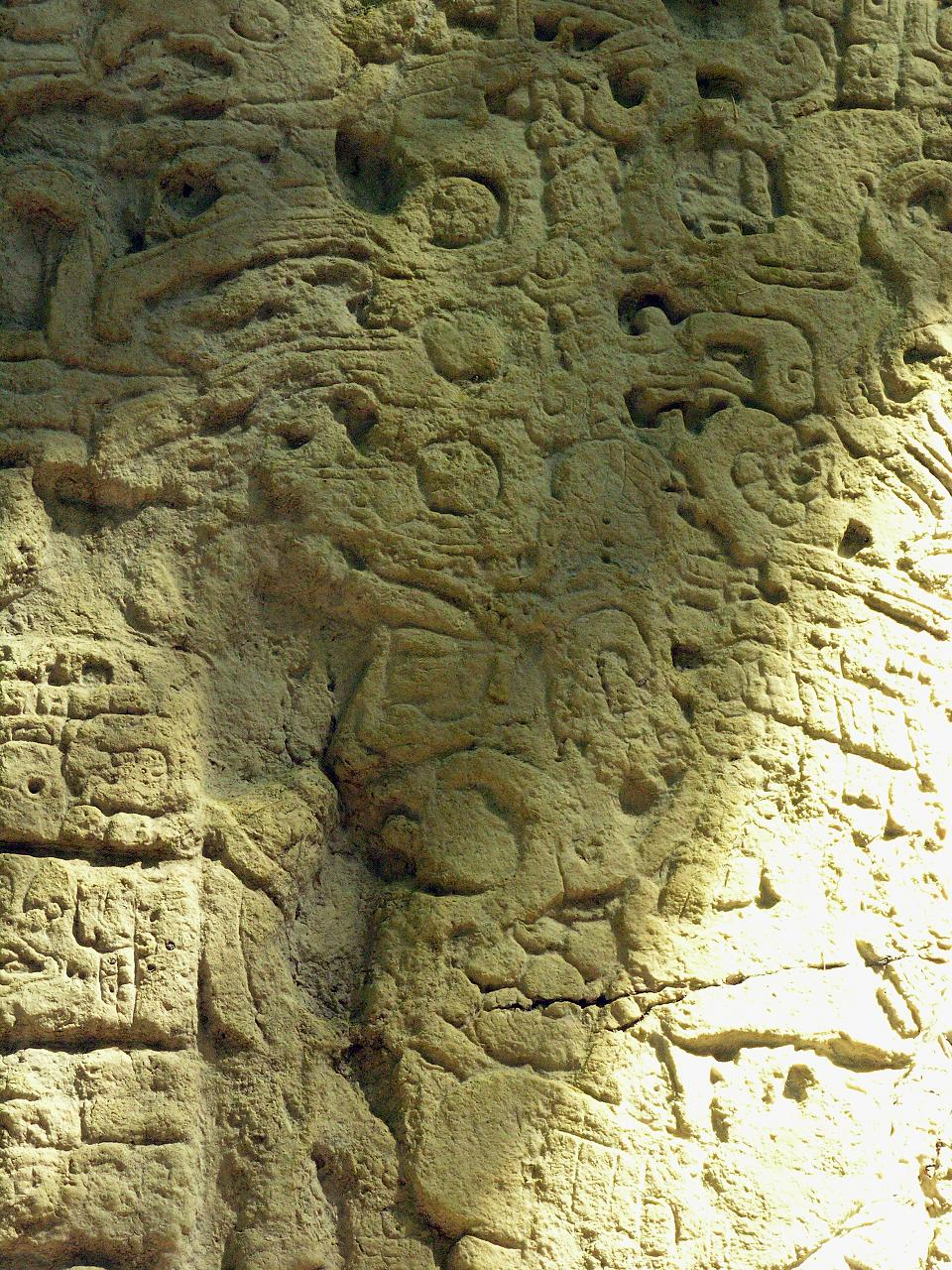
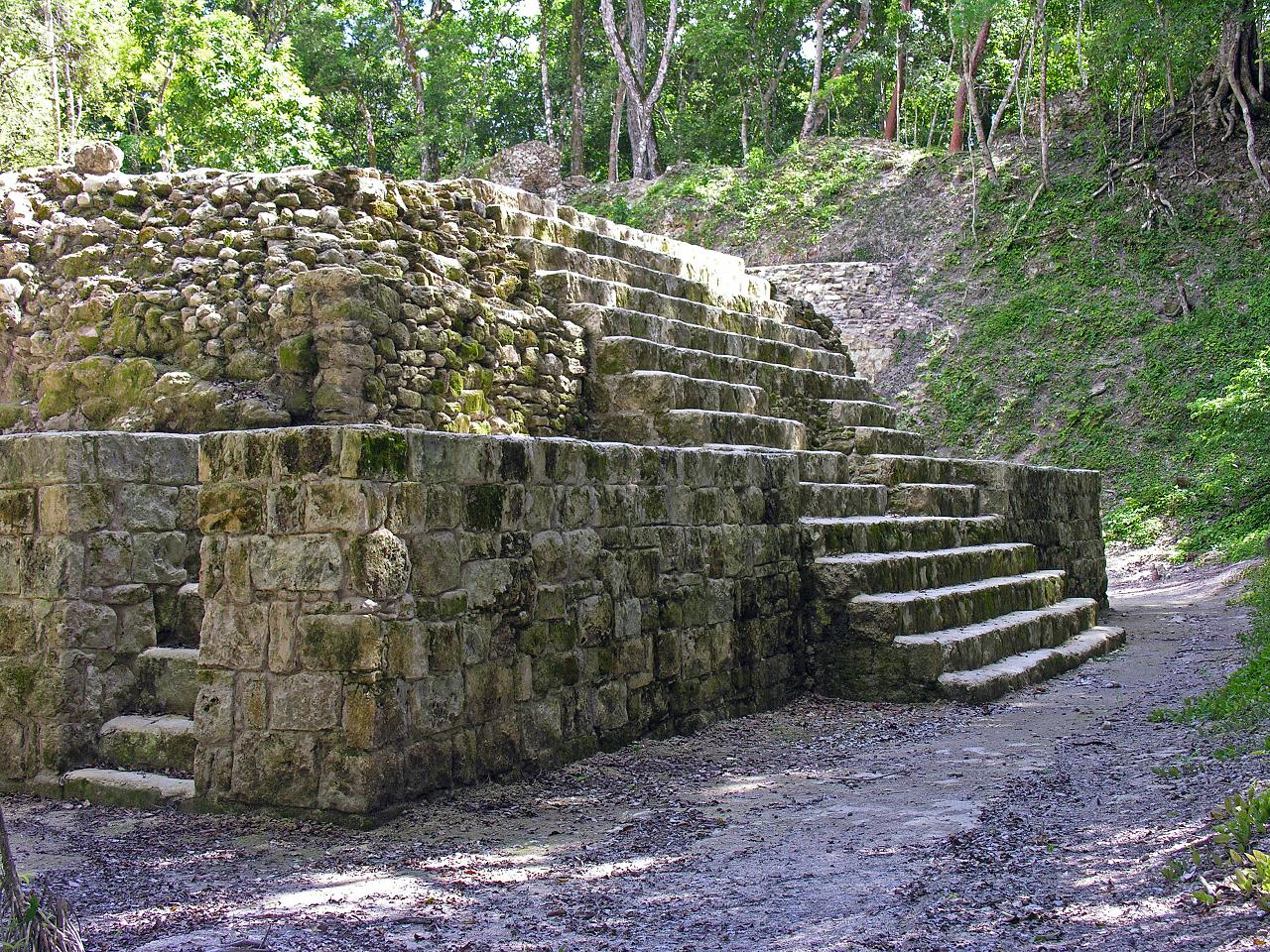
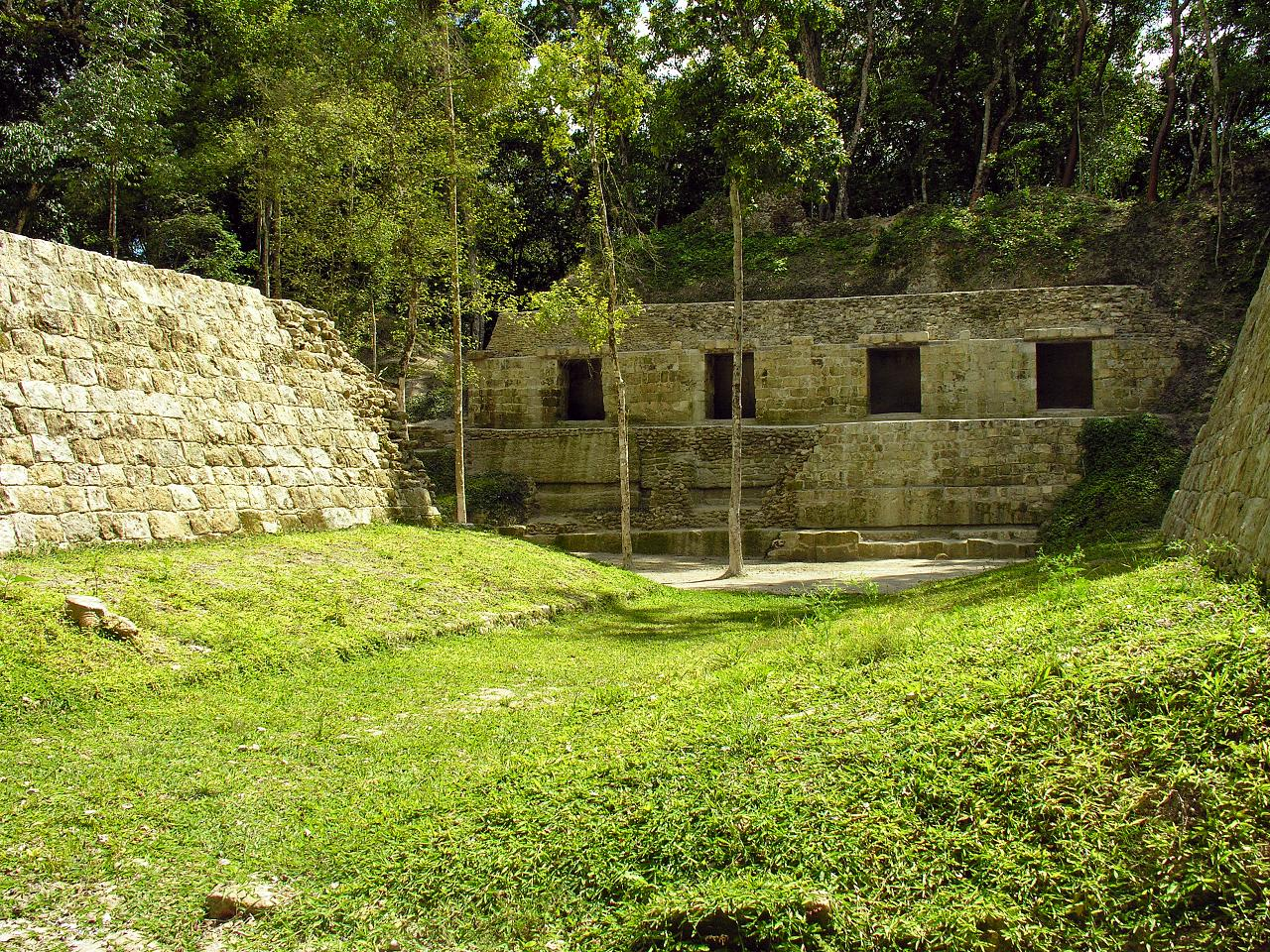
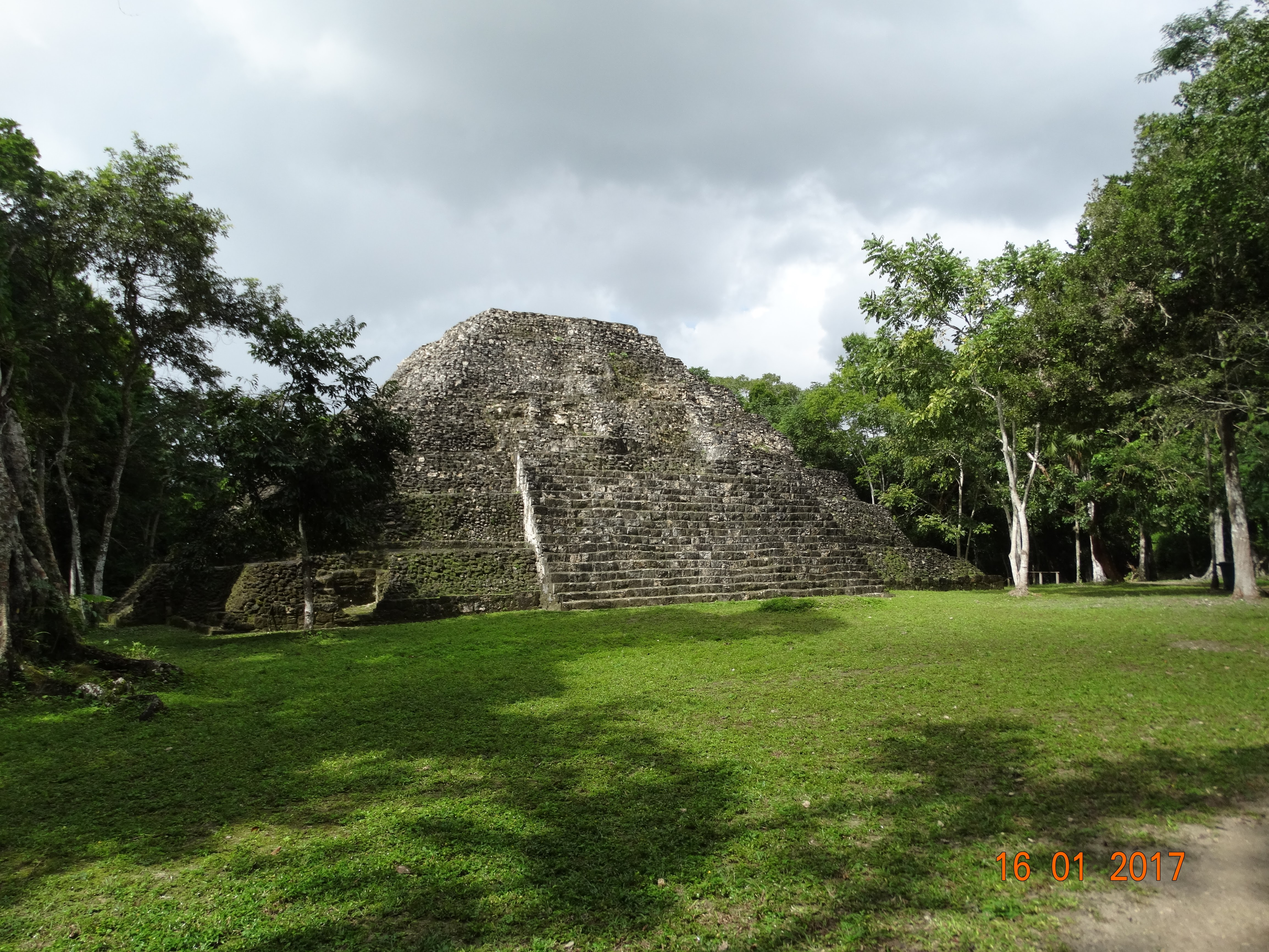
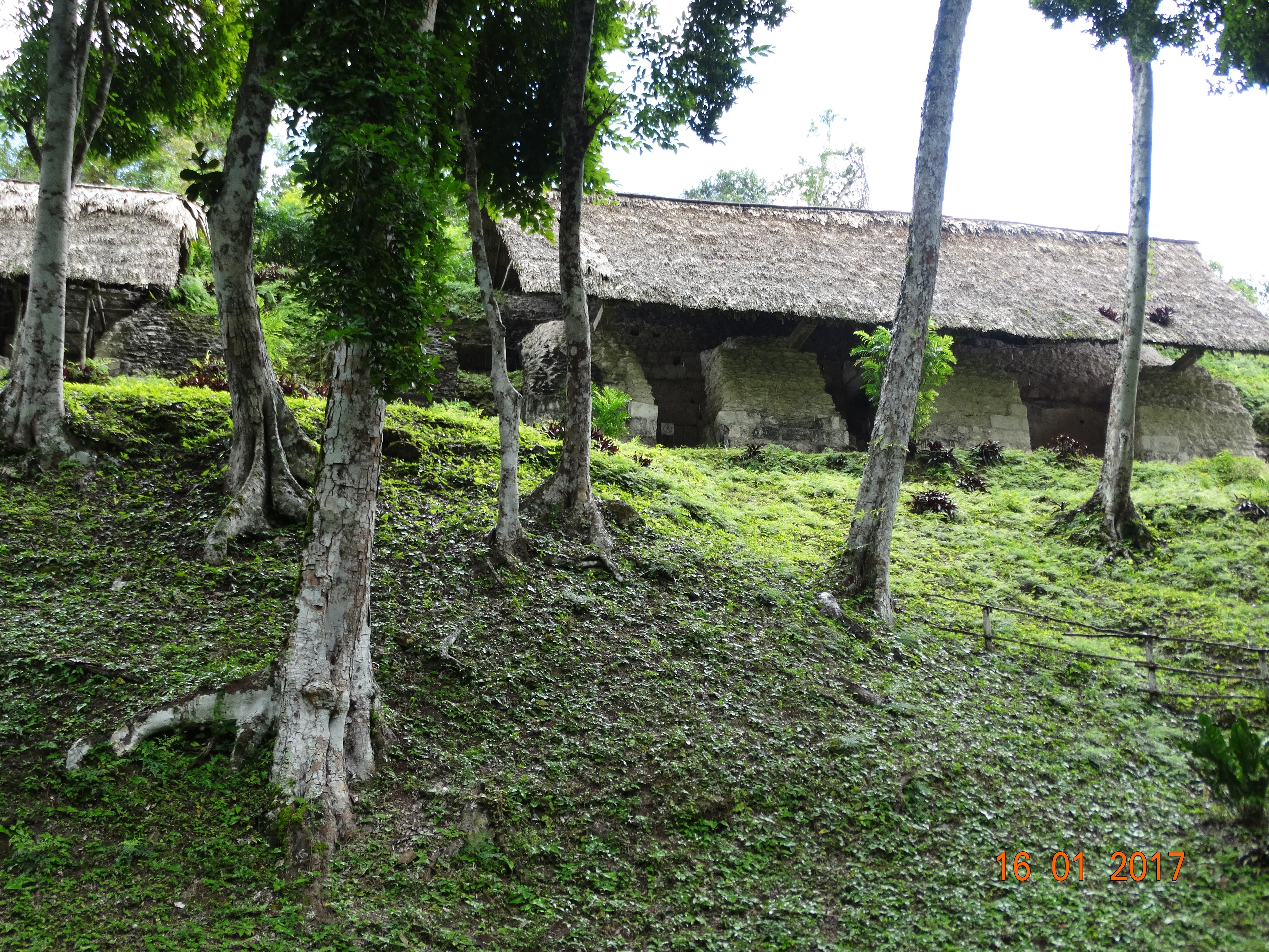
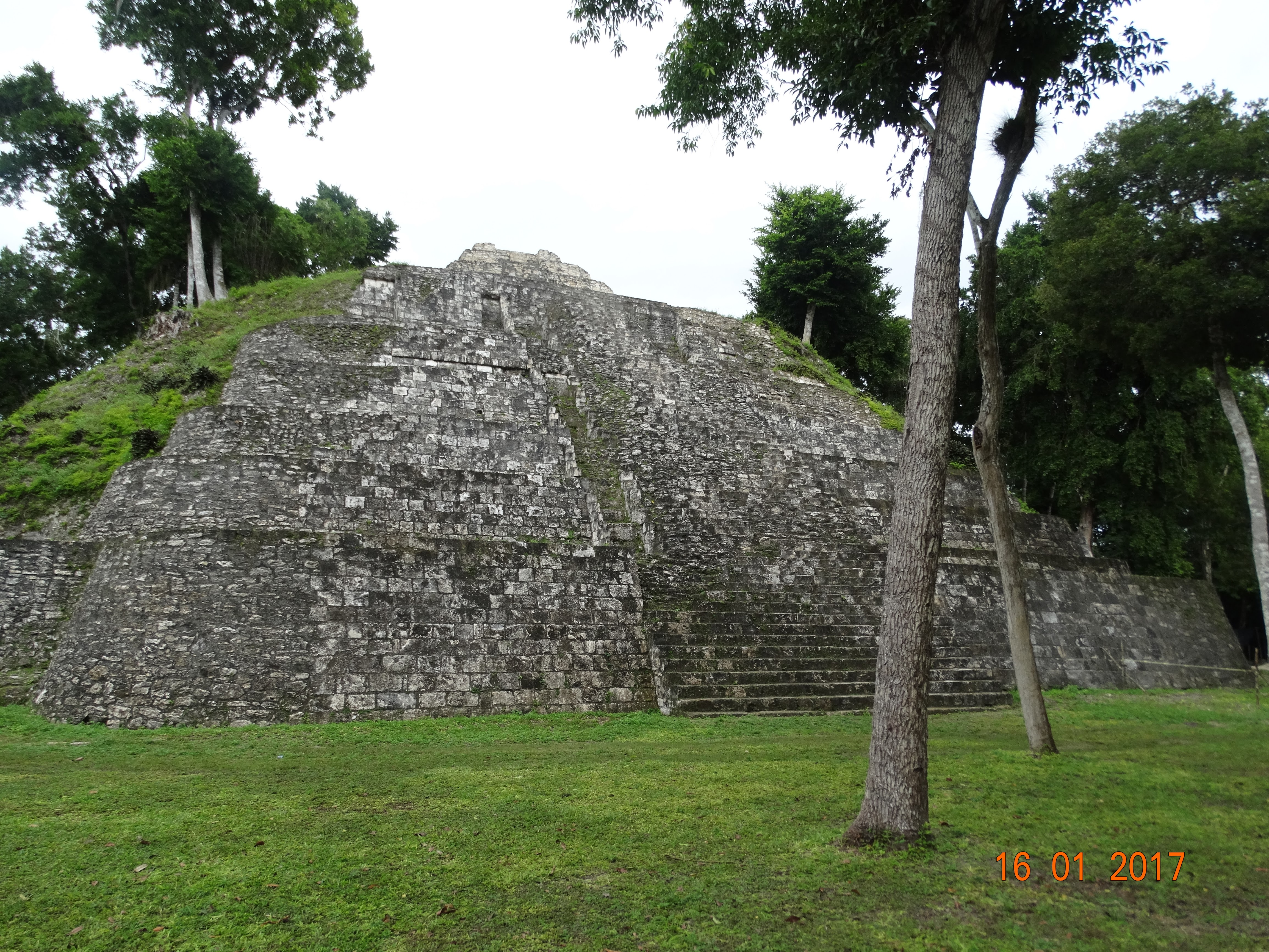
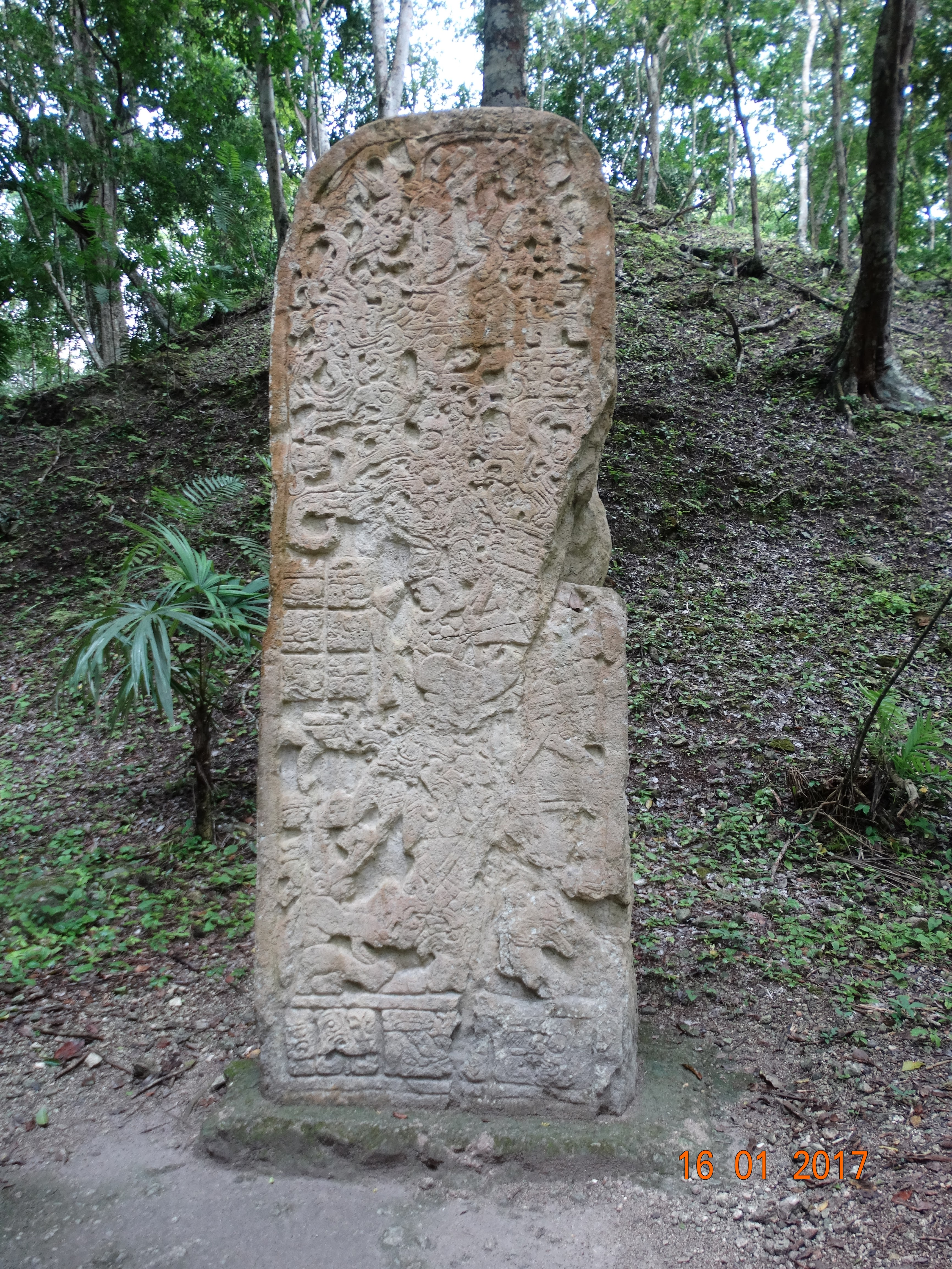
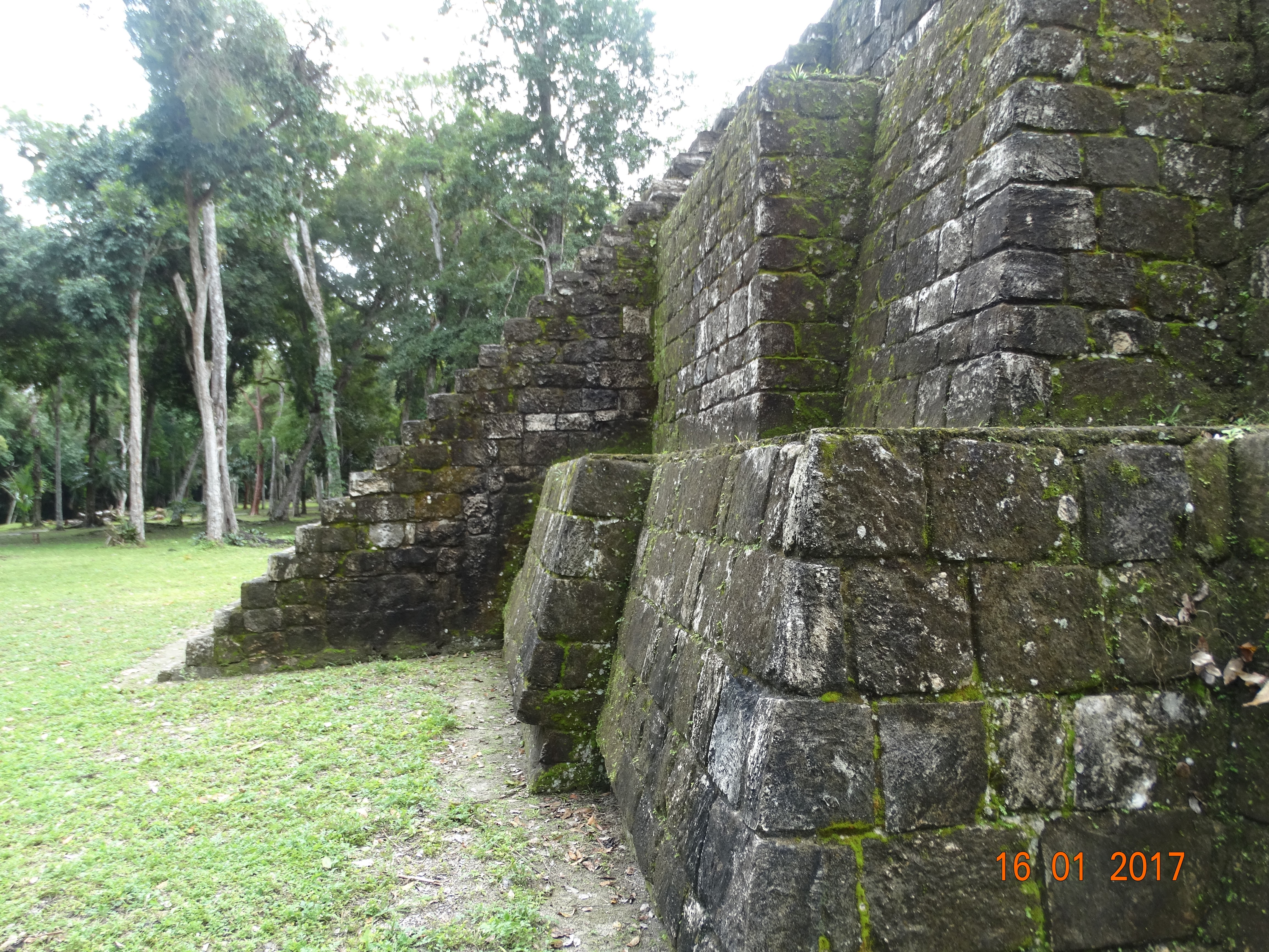

Imágenes de Yaxhá